# La Bretenière (Doubs)
La Bretenière település Franciaországban, Doubs megyében. Lakosainak száma 70 fő (2022. január 1.). La Bretenière Battenans-les-Mines, Val-de-Roulans, Rougemontot, Tournans és Baume-les-Dames községekkel határos.

## Népesség
A település népességének változása:
| Lakosok száma | 50   | 59   | 56   | 66   | 64   | 70   | 71   | 70   | 70   | 70   |
|               | 1968 | 1982 | 1990 | 2006 | 2013 | 2015 | 2017 | 2019 | 2020 | 2022 |